# Grand Belfort
Le Grand Belfort est une communauté d'agglomération française située dans le département du Territoire de Belfort, en Franche-Comté, dans la région administrative Bourgogne-Franche-Comté.

## Historique
Dans le cadre des dispositions de la loi portant nouvelle organisation territoriale de la République du 7 août 2015, qui prévoit que les établissements publics de coopération intercommunale (EPCI) à fiscalité propre doivent avoir un minimum de 15 000 habitants, l'ancienne  communauté de l'Agglomération Belfortaine créée en 1999 par la transformation d'un district urbain créé en 1973 a fusionné avec la petite communauté de communes du Tilleul et de la Bourbeuse pour former, le 1er janvier 2017, la communauté d'agglomération dénommée le  Grand Belfort,.

## Territoire communautaire

### Géographie
À sa création, le Grand Belfort compte 53 communes et 105 000 habitants, soit les trois quarts de la population du Territoire de Belfort.

### Composition
En 2023, la communauté d'agglomération est composée des 52 communes suivantes :

| Nom                  | Code Insee | Gentilé        | Superficie (km2) | Population (dernière pop. légale) | Densité (hab./km2) |
| -------------------- | ---------- | -------------- | ---------------- | --------------------------------- | ------------------ |
| Belfort (siège)      | 90010      | Belfortains    | 17,1             | 45 646 (2022)                     | 2 669              |
| Andelnans            | 90001      | Andelnanais    | 4,17             | 1 123 (2022)                      | 269                |
| Angeot               | 90002      | Angelois       | 6,56             | 353 (2022)                        | 54                 |
| Argiésans            | 90004      | Argiésanais    | 2,73             | 595 (2022)                        | 218                |
| Autrechêne           | 90082      | Autrechênois   | 2,96             | 279 (2022)                        | 94                 |
| Banvillars           | 90007      | Banvillardais  | 4,67             | 290 (2022)                        | 62                 |
| Bavilliers           | 90008      | Bavillierois   | 4,8              | 4 641 (2022)                      | 967                |
| Bermont              | 90011      | Bermontois     | 2,74             | 373 (2022)                        | 136                |
| Bessoncourt          | 90012      | Bessoncourtois | 7,8              | 1 304 (2022)                      | 167                |
| Bethonvilliers       | 90013      | Bévillois      | 1,9              | 237 (2022)                        | 125                |
| Botans               | 90015      | Botanais       | 2,29             | 248 (2022)                        | 108                |
| Bourogne             | 90017      | Bourignais     | 13,71            | 1 737 (2022)                      | 127                |
| Buc                  | 90020      | Bucains        | 2,44             | 243 (2022)                        | 100                |
| Charmois             | 90021      | Charmoyens     | 4,17             | 371 (2022)                        | 89                 |
| Châtenois-les-Forges | 90022      | Châtenais      | 8,67             | 2 637 (2022)                      | 304                |
| Chèvremont           | 90026      | Chèvremontois  | 8,83             | 1 566 (2022)                      | 177                |
| Cravanche            | 90029      | Cravanchois    | 1,35             | 1 935 (2022)                      | 1 433              |
| Cunelières           | 90031      |                | 2,02             | 344 (2022)                        | 170                |
| Danjoutin            | 90032      | Danjoutinois   | 5,65             | 3 531 (2022)                      | 625                |
| Denney               | 90034      | Denneysiens    | 3,48             | 762 (2022)                        | 219                |
| Dorans               | 90035      | Doranais       | 3,77             | 823 (2022)                        | 218                |
| Eguenigue            | 90036      | Eguenignons    | 2,49             | 270 (2022)                        | 108                |
| Éloie                | 90037      | Éloyens        | 5,55             | 954 (2022)                        | 172                |
| Essert               | 90039      | Essertois      | 7,01             | 3 382 (2022)                      | 482                |
| Évette-Salbert       | 90042      | Évalbertois    | 9,16             | 2 022 (2022)                      | 221                |
| Fontaine             | 90047      | Fontainiens    | 6,96             | 601 (2022)                        | 86                 |
| Fontenelle           | 90048      | Fontenellois   | 1,75             | 135 (2022)                        | 77                 |
| Foussemagne          | 90049      | Foussemagniens | 5,1              | 885 (2022)                        | 174                |
| Frais                | 90050      | Fraisiers      | 2,81             | 237 (2022)                        | 84                 |
| Lacollonge           | 90059      | Lacollongeois  | 1,92             | 234 (2022)                        | 122                |
| Lagrange             | 90060      | Lagrangeois    | 0,93             | 139 (2022)                        | 149                |
| Larivière            | 90062      | Lariviérous    | 4,84             | 278 (2022)                        | 57                 |
| Menoncourt           | 90067      | Menoncourtois  | 4,7              | 391 (2022)                        | 83                 |
| Meroux-Moval         | 90068      | Mervalois      | 10,01            | 1 420 (2022)                      | 142                |
| Méziré               | 90069      | Mézirois       | 3,91             | 1 268 (2022)                      | 324                |
| Montreux-Château     | 90071      | Montreusiens   | 4,66             | 1 167 (2022)                      | 250                |
| Morvillars           | 90072      | Morvellais     | 5,27             | 1 098 (2022)                      | 208                |
| Novillard            | 90074      | Novelais       | 3,79             | 309 (2022)                        | 82                 |
| Offemont             | 90075      | Offemontois    | 5,55             | 4 054 (2022)                      | 730                |
| Pérouse              | 90076      | Pérousiens     | 4,9              | 1 199 (2022)                      | 245                |
| Petit-Croix          | 90077      | Petitcruciens  | 3,79             | 305 (2022)                        | 80                 |
| Phaffans             | 90080      | Phaffanais     | 3,24             | 429 (2022)                        | 132                |
| Reppe                | 90084      | Reppois        | 3,88             | 324 (2022)                        | 84                 |
| Roppe                | 90087      | Roppois        | 7,43             | 1 042 (2022)                      | 140                |
| Sermamagny           | 90093      | Sermamagniens  | 7,9              | 945 (2022)                        | 120                |
| Sevenans             | 90094      | Sevenanais     | 2,02             | 696 (2022)                        | 345                |
| Trévenans            | 90097      | Trévenanais    | 5,96             | 1 290 (2022)                      | 216                |
| Urcerey              | 90098      | Urceroys       | 3,39             | 253 (2022)                        | 75                 |
| Valdoie              | 90099      | Valdoyens      | 4,66             | 5 193 (2022)                      | 1 114              |
| Vauthiermont         | 90100      |                | 4,74             | 220 (2022)                        | 46                 |
| Vétrigne             | 90103      | Vétrignois     | 2,46             | 647 (2022)                        | 263                |
| Vézelois             | 90104      | Vézeloisiens   | 9,43             | 1 026 (2022)                      | 109                |

### Démographie
| 1968   | 1975   | 1982   | 1990   | 1999   | 2006    | 2011    | 2016    | 2022    |
| ------ | ------ | ------ | ------ | ------ | ------- | ------- | ------- | ------- |
| 86 292 | 93 553 | 95 559 | 96 839 | 99 646 | 102 601 | 104 436 | 105 041 | 101 451 |

## Organisation

### Siège
Le siège de la communauté d'agglomération est situé en l'hôtel de ville de Belfort.

### Les élus
Le conseil communautaire de la communauté d'agglomération se compose pour la mandature 2020-2026  de 97 conseillers, représentant chacune des communes membres et répartis en fonction de leur population de la manière suivante :
- 36 délégués pour Belfort ; 
-  4  délégués pour Valdoie ;
-  3 délégués pour Bavilliers et Offemont ; 
- 2 délégués pour Châtenois-les-Forges, Danjoutin et Essert ;
- 1 délégué ou son suppléant pour les 45 autres communes.

Au terme des élections municipales de 2020 dans le Territoire de Belfort, le conseil communautaire a réélu son président, Damien Meslot, maire de Belfort, et désigné ses vice-présidents, qui sont, en 2024 : 
1. Maryline Morallet, maire-adjointe de Sevenans et conseillère départementale, chargée des finances, des affaires juridiques et du patrimoine ;
2. Marie-Laure Friez, maire de Botans, chargée de l'écologie et du développement durable ;
3. Alexandre Mançanet, maire de Vauthiermont, chargé des fonds de concours et des relations avec les communes ;
4. Rafaël Rodriguez, maire de Méziré, chargé du développement économique du territoire ;
5. Delphine Mentré, maire-adjointe de Belfort, chargée de la culture ;
6. Éric Kœberlé, maire de Bavilliers, chargé de l'enseignement supérieur et de la recherche ;
7. Florence Besancenot, maire-adjointe de Belfort, chargée des grands équipements sportifs ;
8. Jacques Bonin, conseiller municipal délégué de Bourogne, chargé de la politique de gestion des déchets ;
9. Loubna Ketfi-Charif, conseillère municipale de Belfort, chargée des ressources humaines ;
10. Philippe Challant, maire de Sermamagny, chargé de la politique de l'eau ;
11. Alain Picard, conseiller municipal de Belfort, chargé du développement de la politique de santé ;
12. Marie-France Cefis, maire de Valdoie et vice-présidente du conseil départemental, chargée de la valorisation du patrimoine ;
13. Stéphane Guyod, maire de Meroux-Moval, chargé des transports, des voiries et de l'accessibilité intercommunale ;
14. Samuel Dehmeche, conseiller municipal de Belfort, chargé du logement, de l'habitat et du renouvellement urbain ;
15. Pierre Carles, maire d'Offemont, vice président du conseil départemental, chargé de la sécurité civile et de la protection contre les incendies.

### Liste des présidents
| Période      | Période                        | Identité      | Étiquette | Qualité |
| ------------ | ------------------------------ | ------------- | --------- | --- |
| janvier 2017 | En cours (au 31 décembre 2023) | Damien Meslot | LR        | Maire de Belfort (2014 → ) Président de la communauté de l'Agglomération Belfortaine (2014 → 2016) Président du Pôle métropolitain Nord Franche-Comté (2020 → 2022) Chevalier de la Légion d'honneur Réélu pour le mandat 2020-2026 |

### Compétences
La communauté d'agglomération exerce les compétences qui lui ont été transférées par les communes membres, dans les conditions déterminées par le code général des collectivités territoriales.
Il s'agit de :
- Eau potable
- Piscines
- Patinoire
- Assainissement des réseaux
- Assainissement collectif et non collectif
- Collecte des déchets des ménages et déchets assimilés[10]
- Lutte contre les nuisances sonores
- Qualité de l'air
- Dispositifs contractuels de développement urbain, de développement local et d'insertion économique et sociale
- Dispositifs locaux de prévention de la délinquance
- Création, aménagement, entretien et gestion de zone d'activités industrielle, commerciale, tertiaire, artisanale ou touristique
- Création, aménagement, entretien et gestion de zone d'activités portuaire ou aéroportuaire
- Action de développement économique (Soutien des activités industrielles, commerciales ou de l'emploi, Soutien des activités agricoles et forestières...)
- Tourisme
- Construction ou aménagement, entretien, gestion d'équipements ou d'établissements culturels, socioculturels, socioéducatifs, sportifs
- Activités culturelles ou socioculturelles
- Transport scolaire
- Schéma de cohérence territoriale (SCoT)
- Schéma de secteur
- Plans locaux d'urbanisme (PLU)
- Création et réalisation de zone d'aménagement concertée (ZAC)
- Constitution de réserves foncières
- Organisation des transports urbains et non urbains
- Prise en considération d'un programme d'aménagement d'ensemble et détermination des secteurs d'aménagement au sens du code de l'urbanisme
- Plans de déplacement urbains
- Études et programmation
- Création, aménagement, entretien de la voirie, pour la partie voirie d'intérêt communautaire
- Programme local de l'habitat (PLH)
- Politique du logement social
- Action et aide financière en faveur du logement social d'intérêt communautaire
- Action en faveur du logement des personnes défavorisées par des opérations d'intérêt communautaire
- Opération programmée d'amélioration de l'habitat (OPAH)
- Amélioration du parc immobilier bâti d'intérêt communautaire
- Droit de préemption urbain (DPU) pour la mise en œuvre de la politique communautaire d'équilibre social de l'habitat
- Actions de réhabilitation et résorption de l'habitat insalubre
- NTIC (Internet, câble, etc.)

### Régime fiscal et budget
La communauté d'agglomération est un établissement public de coopération intercommunale à fiscalité propre.
Afin de financer l'exercice de ses compétences, l'intercommunalité perçoit, comme toutes les communautés d'agglomération, la fiscalité professionnelle unique (FPU) – qui a succédé à la taxe professionnelle unique (TPU) – et assure une péréquation de ressources.
Elle collecte également, selon les communes, la redevance d'enlèvement des ordures ménagères ou la taxe d'enlèvement des ordures ménagères (TEOM), qui financent ce service public.
La communauté d'agglomération ne reverse pas de dotation de solidarité communautaire (DSC) à ses communes membres.

## Projets et réalisations
Conformément aux dispositions légales, une communauté d'agglomération a pour objet d'associer « au sein d'un espace de solidarité, en vue d'élaborer et conduire ensemble un projet commun de développement urbain et d'aménagement de leur territoire ».
Le grand Belfort soutient de multiples projets dans les communes qui le composent. Un exemple récent[C'est-à-dire ?] en est la restauration de la fontaine de Vétrigne, soutenue à hauteur de 3703€ par la communauté d'agglomération. Un autre en est la restructuration pour 150 000€ d'une ancienne ferme à Bessoncourt, transformée en deux logements et deux cabinets médicaux. Le budget alloué à ces aides pour la période 2020 - 2026 est de 6 220 000 €, les communes pouvant recevoir jusqu'à 200 000€ selon leurs besoins.